# Uzerche
Uzerche er en kommune i departementet Corrèze i regionen Limousin i den centrale del af Frankrig. Kommunen ligger i kantonen Uzerche som tilhører arrondissementet Tulle. Kommunen havde i 2009 en befolkning på 3.226 mennesker, på et areal af 23,85 km².